# 森本覚丹
森本 覚丹（もりもと かくたん、1896年3月22日 - 1996年1月1日）は、日本の音楽評論家、文筆家、翻訳家。山口県、現在の宇部市出身。早稲田大学露文科中退。シベリウスの曲に感銘を受け、叙事詩『カレワラ』を約8年間かけて翻訳した。1937年、フィンランド政府より白バラ一等勲章を贈られる。1945年春、郷里に帰り、山口大学・山口芸術短期大学で美学・音楽史を教える。1970年、勲四等瑞宝章叙勲。妻は森本ヤス子。

## 著書
- 名曲解説（松柏館書店〈世界音楽講座〉、1935年）
- 楽聖リストの生涯（音楽世界社、1936年）
- 詩と音楽（理想社、1941年）
- フインランド民族文化（目黒書店〈民族文化叢書〉、1942年）
- 高杉晋作（高山書院、1943年、のち四季出版）

## 翻訳
- 『楽聖書簡叢書 チャイコーフスキイの手紙』（音楽世界社、1936年）
- ワインガルトナー『近代交響樂』（音楽世界社、1936年）
- モード『トルストイの生涯』（日本書荘、1936年）
- 『カレワラ フインランド國民的叙事詩』（日本書荘、1937年）、のち岩波文庫 全3巻、講談社学術文庫 全2巻
- マーカム・リイ『交響曲史』（理想社、1941年）
- オイゲン・フィンク『歌曲 その大家と傑作』（理想社、1942年）
- フィンク『歌曲とその作家』（理想社、1952年）
- マーカム・リイ『交響曲物語』（理想社、1952年）

## 参考
- http://www.pref.yamaguchi.lg.jp/cms/a19300/literary/morimoto.html